# レオナルド・ナスシメント・ロペス・デ・ソウザ
レオ・ソウザ（ポルトガル語: Léo Souza）こと、レオナルド・ナスシメント・ロペス・デ・ソウザ（ポルトガル語: Leonardo Nascimento Lopes De Souza、1997年5月28日 - ）は、ブラジル・サンパウロ州ソロカーバ出身のサッカー選手。上海海港足球倶楽部所属。ポジションはフォワード。
Jリーグ、Kリーグ時代の登録名はレオナルド（ハングル: 레오나르도）。
Jリーグの全カテゴリー(J1、J2、J3)で二桁得点を達成した3人の選手の内の1人（他は谷口海斗と杉本健勇)である。

## 来歴

### 初期
サントスFCの下部組織出身で、2017年は主にサントスFCのBチーム（U-23）でプレイして16試合に出場し3ゴールを挙げた。

### ガイナーレ鳥取
ブラジルにてヴィートル・ガブリエルと共にJ3・ガイナーレ鳥取のフェルナンジーニョと代表取締役GMの岡野雅行の目に止まり、2018年より鳥取へ完全移籍加入した。岡野によると交渉の際に「ウチ（鳥取）が日本の3部でお金もあまりない」という事を伝えたところ、自身が人身売買や殺人が日常化している治安の悪い地域で当時暮らしていた事もあり、「ボールさえあれば、平和な日本でサッカーがやりたい」と答えたという。
10月28日のJ3第29節・福島ユナイテッドFC戦でハットトリックを達成するなど シーズンを通じて得点を積み重ね、24得点を記録。来日1年目にしてJ3得点王となり、チームのJ3最高順位となる3位進出の原動力となった。

### アルビレックス新潟
2019年、J2・アルビレックス新潟に完全移籍。3月16日のJ2第4節・横浜FC戦で新潟移籍後自身初ゴールを記録。9月には月間4試合で5得点をマークした事が評価され、同月度の月間MVPを受賞。続く10月には第35節・鹿児島ユナイテッドFC戦にて、1試合4得点をマークし自身2年連続、J2では初のハットトリックを達成するなど、月間7得点を記録。二ヶ月連続で月間MVPを受賞した。通算でリーグ戦38試合に出場し28得点を記録、J2得点王となった。

### 浦和レッズ
2020年、J1・浦和レッズに完全移籍で加入。2月16日、ルヴァンカップ開幕戦のベガルタ仙台戦で移籍後初ゴールを含む2得点の活躍を見せた。第7節から5試合連続得点を決めるもその後は調子を落としたが、在籍1年目ながら最終的にチームトップの11ゴールを決めた。

### 山東泰山
2021年、当初は浦和レッズに登録されていた が、2月22日、中国スーパーリーグ・山東泰山足球倶楽部への完全移籍が発表された。 そして4月20日に迎えたリーグ開幕節、重慶力帆戦で途中出場すると先制点を決め、クラブの勝利に貢献した。その後はゴールを挙げられず、同年7月30日に同リーグの河北足球倶楽部へレンタル移籍が発表された。

### 蔚山現代FC
2022年2月24日、Kリーグ1・蔚山現代FCへレンタル移籍が発表された。公式戦、34試合11ゴールを記録した。

### 長春亜泰
2023年4月7日、長春亜泰足球倶楽部へレンタル移籍が発表された。背番号は9。

### 浙江職業
2023年7月1日、浙江職業足球倶楽部へレンタル移籍が発表された。背番号は45。2023年の中国サッカー・スーパーリーグ得点王に輝いた。
2024年2月7日、浙江職業足球倶楽部への再レンタルが発表された。2年連続で得点王に輝いた。

## 個人成績
| 国内大会個人成績 | 国内大会個人成績 | 国内大会個人成績 | 国内大会個人成績 | 国内大会個人成績 | 国内大会個人成績 | 国内大会個人成績 | 国内大会個人成績 | 国内大会個人成績 | 国内大会個人成績 | 国内大会個人成績 | 国内大会個人成績 |
| 年度             | クラブ           | 背番号           | リーグ           | リーグ戦         | リーグ戦         | リーグ杯         | リーグ杯         | オープン杯       | オープン杯       | 期間通算         | 期間通算         |
| 年度             | クラブ           | 背番号           | リーグ           | 出場             | 得点             | 出場             | 得点             | 出場             | 得点             | 出場             | 得点             |
| ブラジル         | ブラジル         | ブラジル         | ブラジル         | リーグ戦         | リーグ戦         | ブラジル杯       | ブラジル杯       | オープン杯       | オープン杯       | 期間通算         | 期間通算         |
| ---------------- | ---------------- | ---------------- | ---------------- | ---------------- | ---------------- | ---------------- | ---------------- | ---------------- | ---------------- | ---------------- | ---------------- |
| 2017             | サントスB        |                  |                  | 16               | 3                |                  |                  |                  |                  | 16               | 3                |
| 日本             | 日本             | 日本             | 日本             | リーグ戦         | リーグ戦         | リーグ杯         | リーグ杯         | 天皇杯           | 天皇杯           | 期間通算         | 期間通算         |
| 2018             | 鳥取             | 9                | J3               | 31               | 24               | -                | -                | 2                | 0                | 33               | 24               |
| 2019             | 新潟             | 9                | J2               | 38               | 28               | -                | -                | 0                | 0                | 38               | 28               |
| 2020             | 浦和             | 45               | J1               | 28               | 11               | 2                | 2                | -                | -                | 30               | 13               |
| 2021             | 浦和             | 45               | J1               | 0                | 0                | -                | -                | -                | -                | 0                | 0                |
| 中国             | 中国             | 中国             | 中国             | リーグ戦         | リーグ戦         | リーグ杯         | リーグ杯         | FA杯             | FA杯             | 期間通算         | 期間通算         |
| 2021             | 山東泰山         | 9                | 超級             | 8                | 1                | -                | -                | 0                | 0                | 8                | 1                |
| 2021             | 河北             | 45               | 超級             | 12               | 1                | -                | -                | 0                | 0                | 12               | 1                |
| 韓国             | 韓国             | 韓国             | 韓国             | リーグ戦         | リーグ戦         | リーグ杯         | リーグ杯         | FA杯             | FA杯             | 期間通算         | 期間通算         |
| 2022             | 蔚山             | 9                | K1               | 23               | 10               | -                | -                | 0                | 0                | 23               | 10               |
| 通算             | ブラジル         | ブラジル         |                  | 16               | 3                |                  |                  |                  |                  | 16               | 3                |
| 通算             | 日本             | 日本             | J1               | 28               | 11               | 2                | 2                | 0                | 0                | 30               | 13               |
| 通算             | 日本             | 日本             | J2               | 38               | 28               | -                | -                | 0                | 0                | 38               | 28               |
| 通算             | 日本             | 日本             | J3               | 31               | 24               | -                | -                | 2                | 0                | 33               | 24               |
| 通算             | 中国             | 中国             | 超級             | 20               | 0                | -                | -                | 0                | 0                | 20               | 0                |
| 通算             | 韓国             | 韓国             | K1               | 23               | 10               | -                | -                | 0                | 0                | 23               | 10               |
| 総通算           | 総通算           | 総通算           | 総通算           | \|166            | 86               | 2                | 2                | 2                | 0                | 170              | 88               |

- Jリーグ初出場・初得点 - 2018年3月11日 J3第1節 鹿児島ユナイテッドFC戦 (鹿児島県立鴨池陸上競技場)
- Jリーグ初ハットトリック - 2018年10月28日 J3第29節 福島ユナイテッドFC戦（とうほう・みんなのスタジアム）

## タイトル

### 個人
- J2リーグ得点王：1回（2019年）
- J2リーグ月間MVP：2回（2019年9月、10月）
- J3リーグ得点王：1回（2018年）
- 中国サッカー・スーパーリーグ得点王：2回（2023年、2024年）